# Герман фон дер Літ-Томсен
Герман фон дер Літ-Томсен (нім. Hermann von der Lieth-Thomsen; 10 березня 1867, Фленсбург — 5 серпня 1942, Берлін) — німецький офіцер, генерал авіації. Один із засновників німецьких ВПС і винищувальної авіації в цілому. Кавалер ордена Pour le Mérite.

## Біографія
Виходець із сім'ї спадкових фермерів Томсенів. Дід Германа Петер Томсен одружився з Мартою фон дер Літ і об'єднав прізвища, оскільки вона була останньою представницею своєї сім'ї. Предки Марти не були аристократами, хоча існував давній бременський рід з аналогічним прізвищем.
1 жовтня 1887 року вступив в Прусську армію, служив в інженерних частинах. З 1 жовтня 1897 по 20 липня 1900 року навчався у Військовій академії на офіцера Генштабу. З 1 квітня 1901 року служив у Генштабі. З 18 квітня 1903 року — командир роти 2-го ельзаського інженерного батальйону №19. 18 жовтня 1905 року повернувся в Генштаб, з 1907 року відповідав за управління авіацією в Технічному відділі. 8 жовтня 1909 року взяв участь у своєму першому польоті. В 1913 році призначений в Інспекцію військового повітряного і автомобільного транспорту. 17 лютого 1914 року переведений в штаб 2-го залізничного полку.
На початку Першої світової війни короткий час служив у 8-й армії і брав участь в Танненберзькій битві, після чого був переведений на Східний фронт офіцером Генштабу цепеліна Z V. 22 серпня 1914 року Томсен був призначений 1-м офіцером Генштабу 24-го резервного корпусу. Того ж дня цепелін був знищений російськими військами. Учасник боїв на Іпрі і в Карпатах. З 27 березня 1915 року — начальник штабу польової авіації. 10 серпня 1916 року за пропозицією Освальда Бельке створив перші винищувальні ескадрильї. В листопаді 1916 року штаб Томсена був розформований і він очолив штаб нового командувача ВПС Ернста фон Геппнера. Після війни працював в Прусському військовому міністерстві. 11 серпня 1919 року звільнений у відставку.
В 1925-28 роках очолював німецьку військову місію в СРСР, яка займалась таємної підготовкою військових льотчиків. В той же час у Томсена розвинулась хвороба очей і він почав втрачати зір. 1 листопада 1935 року за сприяння Германа Герінга вступив в люфтваффе і очолив відділ військових наук Імперського міністерства авіації. Зрештою Томсен повністю осліп, але залишався на дійсній службі до кінця життя. Помер в курортному готелі і був похований з військовими почестями на Інваліденфрідгоф. Оригінальний надгробок не зберігся, проте в 2000 році на могилі був встановлений новий.

## Сім'я
Син Томсена Йоахім (1896–1918) був пілотом морської авіації. В червні 1917 року він був збитий над Темзою і потрапив в британський полон, де помер у військовому шпиталі. Похований на німецькому військовому цвинтарі.

## Звання
- Фанен-юнкер (1 жовтня 1887)
- Фенріх (18 серпня 1888)
- Другий лейтенант (16 лютого 1889)
- Перший лейтенант (16 лютого 1897)
- Гауптман запасу (17 травня 1902)
- Гауптман (15 вересня 1904)
- Майор (20 березня 1911)
- Оберстлейтенант (22 березня 1916)
- Оберст (18 серпня 1918)
- Генерал-майор (1 листопада 1935)
- Генерал-лейтенант запасу (2 серпня 1937)
- Генерал-лейтенант (1 березня 1939)
- Генерал авіації запасу (1 квітня 1939)
- Генерал авіації (1 серпня 1939)

## Нагороди
- Столітня медаль
- Орден Червоного орла 4-го класу
- Орден Корони (Пруссія) 4-го класу
- Орден Вюртемберзької корони, лицарський хрест
- Орден Залізної Корони 3-го класу (Австро-Угорщина)
- Орден Меча, лицарський хрест 1-го класу (Швеція)
- Орден Грифа, почесний хрест
- Орден Альберта (Саксонія), лицарський хрест 1-го класу
- Хрест «За вислугу років» (Пруссія) (1912)
- Залізний хрест 2-го і 1-го класу
- Королівський орден дому Гогенцоллернів, лицарський хрест з мечами (1916)
- Pour le Mérite (8 квітня 1917)
- Почесний хрест ветерана війни з мечами
- Медаль «За вислугу років у Вермахті» 4-го, 3-го, 2-го і 1-го класу (25 років)
- Комбінований Знак Пілот-Спостерігач

## Вшанування пам'яті
На честь Томсена були названі казарми в Штадумі (General-Thomsen-Kaserne). 15 липня 2017 року вони були перейменовані на казарми Південного Тондерна (Südtondern-Kaserne).  

## Галерея

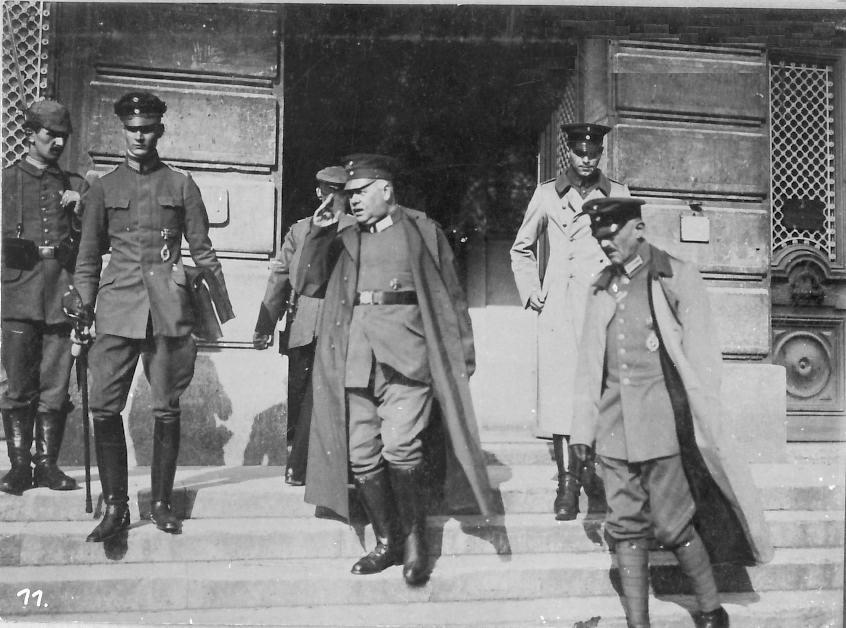
Оберстлейтенант Томсен — в центрі (жовтень 1916).
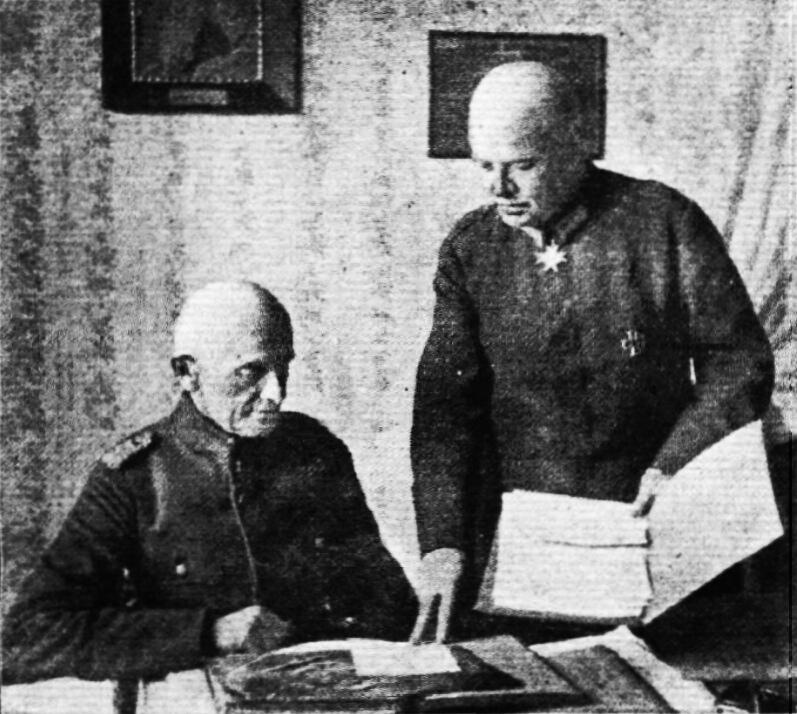
Томсен (стоїть) консультує генерала фон Геппнера (1918).
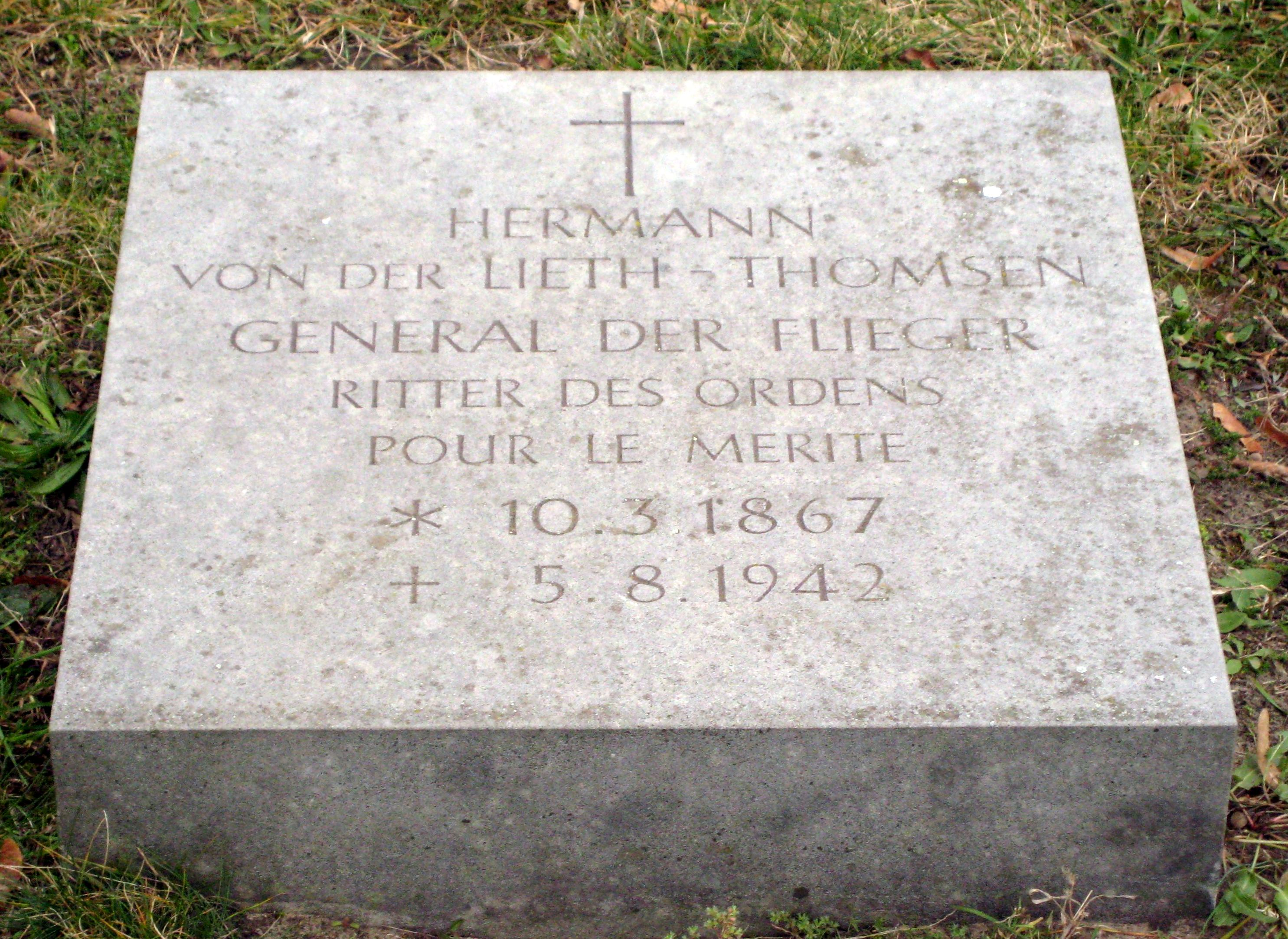
Могила Томсена.